# 非武装化
非武装化（英語: Demilitarisation、ひぶそうか）とは、民間人や敵対組織・特定地域内の武装を解除させることである。銃規制、刀狩などの禁武政策が有名である。非軍事化、武装解除とも呼ばれる。
中国の唐代の法律（唐律）の注釈書『唐律疏義』に禁兵器についての記述があり、矛の私有・私造で1年、弩一張で2年半の徒罪が科され、鎧一領もしくは弩3張で流刑、弩5張もしくは鎧3領で絞首刑などが決められており、鎧・馬鎧・弩・矛・馬上槍・軍旗・儀仗などが禁じられた。弓箭・刀・楯・短矛などの武器について記されていなかったことから、民間での所有が許されていたと考えられている。
日本では、唐令に影響を受けて、大宝律令の軍防令私家鼓鉦条に「鼓鉦、弩、牟、矛肖、具装、 大角や小角（角笛）、軍旗類」を私有してはならないとしている。
ヨーロッパでは、1139年の第2ラテラン公会議にて、「29．キリスト教徒に対する殺傷性のある武器の使用の禁止、使用した者は破門」とした。特に、クロスボウと弓矢は「神が憎む」非キリスト教的な兵器として、キリスト教徒に対する使用を禁止した（異教徒への使用は禁じられていないので十字軍では使用された）。
イギリスでは1715年ジャコバイト蜂起から、英国議会は武装解除法を発布してジャコバイトの銃や剣などの武器を解除しようとした。
1945年9月2日、第二次世界大戦後の占領下日本では、GHQから「民間武器類の引渡準備命令」が出され、その後も民間武器の回収命令が数度出された。ドイツでもモーゲンソー・プランとポツダム協定を通して同様の政策がとられたが、冷戦期に再武装が開始された。

## 兵器
戦闘機などから武装と火器管制装置を撤去し攻撃機能を喪失させることで、民間人でも所有できる場合がある。
レナード対ペプシコ事件において、アメリカ国防総省は、アメリカ海兵隊所属のAV-8Bを民間人に売却する際には、武装の他に垂直離着陸能力の撤去も必要であるという見解を示した 。
イギリスでは戦車などの戦闘車両を個人が所有できるため、非武装化した状態で払い下げている。

## 文化
- 空手道、中国武術 - 禁武政策から護身用に発達したという説もある[3]。
- カポエイラ - 奴隷という非武装の状態から生まれたダンスを模した格闘技。
- 赤羽刀 - 民間武器類の引渡準備命令などの禁止令を逃れた刀剣類。
- チェーザレ・ベッカリーア - 18世紀の法学者。「武器の携行を禁止する法律は、法を順守する人間のみを非武装化させてしまう[13]。」「武装した者よりも、武装していない者の方が襲われると思われる[14]。」としている。
- 暗器 - 隠し武器、非武装状態に見せることができる。
- ボディチェック -　セキュリティの高い場所へ入る際、入国などで武器や禁止物を持っていないか確認する。英語では、Strip searchという服を脱がせて確認する方法や腸内まで確認するBody cavity search（英語版）を行う場合もある。